# 森田政治
森田 政治（もりた まさじ、1913年11月 - 1987年）は、日本の暴力団構成員、右翼。日本国粋会初代会長。通称独眼竜の政。東京都出身。

## 来歴
東京銀座に魚屋「魚治」の息子に生まれる。築地警察署の道場で剣道を学ぶが、昭和8年（1933年）、日本橋箱崎町の博徒・塩豊こと永塚豊三らの一党と喧嘩となり、額から左目を通り右唇まで達する切り傷を負って左目を失明。このため独眼竜の政という通称がついた。
昭和9年（1934年）に博徒・富本鉄太郎の紹介で、銀座の殿様こと生井一家・篠原縫殿之輔の下で博徒の修業を始め、3年後に篠原から盃を貰い子分となる。その後、傷害事件を起こして府中刑務所に服役するが、昭和18年（1943年）9月に召集され北支那方面軍乙第1833部隊に配属される。戦争が終わり、昭和21年（1946年）8月に佐世保に復員し、程無く東京銀座に戻った。翌昭和22年（1947年）に銀座木挽町の待合で、篠原と五代目落合一家・大竹仙太郎総長から、高橋岩太郎（後の落合一家六代目）を紹介され、これを契機に高橋と兄弟分になる。
戦後の逆コースの中で、昭和26年（1951年）秋に辻宣夫、小島玄之、松下喜太郎、柏木勇、三田村武夫らは、近代的な反共運動を起こすため「日本青少年善道協会」を創設。その世話人に有馬頼寧、丸山鶴吉、吉田茂、太田耐造、後藤隆之助、安倍源基、鹿内信隆を迎えた。だがこの動きを知った法務総裁・木村篤太郎が、「日本青少年善道協会による青少年に対する反共啓蒙運動では、手遅れだ」と主張し、全国の博徒、テキヤ、愚連隊を結集した20万人の「反共抜刀隊」計画を構想することになる。
先ず木村は、元大日本国粋会理事長・梅津勘兵衛に博徒側の取りまとめ役を要請したものの、梅津は拒絶。7月に再度木村が東京都文京区の梅津宅を訪れ、大日本国粋会の再建を要請する。梅津は「刑法を改正し、賭博事犯は非現行なら検挙させないようにする」という条件をつけ、木村の要請を了承。早速梅津は、篠原、住吉一家・倉持直吉、田甫一家・金井米吉、生井一家・鈴木米太郎、生井一家・百瀬梅太郎らの協力をとりつけ、この時、篠原の代理人として森田も国粋会再建に関わることになる。また森田は高橋にも協力を依頼し、承諾を得ている。同年12月16日に東京・上野の「精養軒」で、第1回の大日本国粋会再建委員会が開かれ、「共産党が武装蜂起した場合には、博徒部隊はテキヤ部隊と協力して、武力で鎮圧する」との誓約がなされた。この会合の経費の殆どを、森田が負担した。
だが、「反共抜刀隊構想」は吉田茂首相の反対に遭い頓挫、加えて梅津の死去にともない国粋会再建計画も中断してしまう。森田は高橋を連れて、衆議院議員の大野伴睦と小西寅松らに会い、小西に国粋会会長就任を大野に国粋会参与就任をそれぞれ要請した。小西は国粋会会長就任を承諾したものの、大野は返事を保留している。こうして昭和33年（1958年）7月3日に「日本国粋会創立記念式典」が、品川プリンスホテルで挙行された。式典には、生井一家、幸平一家、田甫一家、小金井一家、佃政一家、落合一家、信州斉藤一家、金町一家、伊勢紙谷一家、義人党や佐郷屋嘉昭、松本良勝、辻宣夫さらには防衛庁政務次官の辻寛一ら400余名が出席している。
日本国粋会創立のその年12月24日、静岡県三島市で、鶴政会（後の稲川会）の若衆とテキヤ極東愛桜連合会（後の極東会及び極東桜井総家連合会）系の若衆で揉めごとが起こる。この時は互いに殴り込みの応酬があり、双方に死者・重傷者が出る事態となった。森田は、高橋と前川一家・荻島峯五郎総長に相談の上で仲裁に動き、極東愛桜連合会・関口愛治会長から事態解決の一任を取った。だが、鶴政会の稲川芳邑（後の稲川聖城）会長が納得せず、高橋・荻島が稲川を説得して、昭和36年（1961年）2月17日に東京築地明石町の料亭「治作」で両者の手打ちが成った。仲裁人には森田がなり、高橋と荻島が介添人となった。
昭和35年（1960年）同年6月10日、ハガチー・アメリカ大統領新聞係秘書は、羽田空港出口で、デモ隊に取り囲まれた。ハガチーは、アメリカ海兵隊のヘリコプターで、羽田空港を出た。
同月、岸信介首相は、警察の警備不足を補うため、自由民主党幹事長の川島正次郎を通して、児玉誉士夫に、右翼団体・暴力団・宗教団体の取りまとめを依頼した。
児玉誉士夫は、警視庁と打ち合わせた結果、稲川組（後の稲川会）5000人、松葉会2500人、飯島連合会3000人、国粋会1500人、義人党300人、神農愛国同志会10000人を、「警官補助警備力」として、東京・芝の御成門周辺に配置することを決めた。
昭和37年（1962年）夏ごろから、右翼の児玉誉士夫は、「一朝有事に備えて、全国博徒の親睦と大同団結のもとに、反共の防波堤となる強固な組織を作る」という「東亜同友会」の構想を掲げ、錦政会（後の稲川会）・稲川裕芳（後の稲川聖城）会長、北星会・岡村吾一会長、東声会・町井久之会長らに根回しを始め、同意を取り付けた。
昭和38年（1963年）2月11日、京都市の都ホテルに、稲川裕芳、岡村吾一、町井久之、三代目山口組・田岡一雄組長らが集まり、児玉誉士夫の構想が披露された。関東の組長を稲川裕芳が、関西・中国・四国の組長を田岡一雄が、九州の組長を児玉誉士夫がまとめて、意思統一を図った。

同年3月、グランドパレス事件が勃発した。結果的に、児玉誉士夫の推し進めていた東亜同友会構想は頓挫した。
同月、警察庁は、神戸・山口組、神戸・本多会（現・大日本平和会）、大阪・柳川組、熱海・錦政会、東京・松葉会の5団体を広域暴力団と指定し、25都道府県に実態の把握を命じた。
同年12月21日、日本国粋会は、錦政会、住吉会、松葉会、義人党、東声会、北星会とともに、児玉誉士夫の提唱する関東会に参加した。
同日、関東会の結成披露が、熱海温泉の「つるやホテルで行われた。松葉会・藤田卯一郎会長が、関東会初代理事長に就任した。児玉誉士夫、児玉誉士夫らが昭和36年（1961年）に結成した青年思想研究会（略称は青思会）常任諮問委員・平井義一元衆議院議員、青思会諮問委員・白井為雄、青思会常任実行委員・中村武彦、青思会常任実行委員・奥戸足百、松葉会顧問・関根賢、三代目波木一家・波木量次郎総長が関東会結成披露に出席した。
同年12月下旬、関東会は、関東会加盟7団体の名で、「自民党は即時派閥抗争を中止せよ」と題する警告文を、自民党衆参両議院200名に出した。自民党衆議院議員・池田正之輔は、この警告文を、激しく非難した。警告文は、自民党の治安対策特別委員会で、議題に取り上げられた。これは、暴力団が連帯して政治に介入してきた、初めての事件だった。河野一郎派を除く衆議院議員と参議院議員は「関東会からの警告文は、児玉誉士夫と親しい河野一郎を擁護するものだ」と判断し、検察と警察当局に関東会壊滅を指示した。
昭和39年（1964年）1月、「暴力取締対策要綱」が作られた。

同年2月、警視庁は「組織暴力犯罪取締本部」を設置し、暴力団全国一斉取締り（第一次頂上作戦）を開始した。
同年3月、名古屋市の「春日荘別館」で、三代目山口組若頭・地道行雄が五分の兄弟盃を交わした。
同年12月、日本国粋会が解散した。
昭和62年（1987年）、死去。享年74。同年9月3日、東京の泉明寺で、本葬が執り行われた。高橋岩太郎が、葬儀委員長を務めた。